# 信州大学医療技術短期大学部
信州大学医療技術短期大学部（しんしゅうだいがくいりょうぎじゅつたんきだいがくぶ、英語: School of Allied Medical Sciences, Shinshu University）は、長野県松本市旭3-1-1に本部を置いていた日本の国立大学である。1974年に設置され、2007年に廃止された。大学の略称は信大医短。

## 概要

### 大学全体
- 長野県松本市に所在した日本の国立短期大学で、併設元は信州大学医学部。
- 信州大学医学部に併設される形で1974年に開学。設置当初は2学科体制だったが、学科の増設により最終的には4学科と1専攻科を擁するようになった。
- 2002年度の入学生を最後に[注釈 2]、短期大学としての使命を終える[注釈 3]

### 教育および研究
- 信州大学医療技術短期大学部は医療技術者の養成に力点を置き、主たる実習施設として信州大学医学部附属病院があった。

## 沿革
出典：信州大学医学部保健学科概要より
- 1929年
  - 松本市立病院附属看護講習所の設置。
- 1945年
  - 松本医学専門学校医院看護講習所と改称。
- 1950年
  - 信州大学医学部附属甲種看護婦養成所に改組。
- 1952年
  - 信州大学医学部附属看護婦学校と改称。
- 1963年
  - 信州大学医学部附属助産婦学校の設置。
- 1966年
  - 信州大学医学部附属衛生技師学校の設置
- 1972年
  - 信州大学医学部附属臨床検査技師学校へ改称
- 1974年
  - 6月7日 信州大学医療技術短期大学部が以下の学科体制にて開学[5]。
    - 看護科 入学定員80名
    - 衛生技術科 入学定員40名
- 1975年
  - 5月1日 学生数[6]/定員
    - 看護科 108[注釈 4]/160
    - 衛生技術学科 79[注釈 5]/80
- 1976年
  - 4月1日 以下、学科名の改称を行う[注 1]。
    - 看護科→看護学科
    - 衛生技術科→衛生技術学科

  - 5月1日 学生数[8]/定員
    - 看護学科 185[注釈 4]/240
    - 衛生技術学科 115[注釈 6]/120
- 1977年
  - 4月1日 専攻科の設置が認められ、以下の課程を設ける[注 2]
    - 助産学特別専攻 入学定員20名[注 3]
- 1982年
  - 4月1日 看護学科に初めて男子学生が入学。
  - 5月1日 学生数[13]/定員
    - 看護学科 243[注釈 7]/240
    - 衛生技術学科 127[注 4]/120
- 1983年
  - 4月1日 以下の学科を増設する[注 5]。
    - 理学療法学科 入学定員20名
    - 作業療法学科 入学定員20名

  - 5月1日 学生数[16]/定員
    - 看護学科 242[注釈 7]/240
    - 衛生技術学科 125[注釈 8]/120
    - 理学療法学科 20[注釈 6]/20
    - 作業療法学科 20[注 6]/20
- 1984年
  - 5月1日 学生数[17]/定員
    - 看護学科 245[注 7]/240
    - 衛生技術学科 131[注釈 5]/120
    - 理学療法学科 40[注 8]/40
    - 作業療法学科 40[注釈 8]/40
- 1985年
  - 5月1日 学生数[18]/定員
    - 看護学科 246[注釈 7]/240
    - 衛生技術学科 135[注釈 5]/120
    - 理学療法学科 59[注 9]/60
    - 作業療法学科 60[注釈 6]/60
- 1986年
  - 5月1日 学生数[19]/定員
    - 看護学科 243[注釈 7]/240
    - 衛生技術学科 124[注釈 9]/120
    - 理学療法学科 70[注 10]/60
    - 作業療法学科 69[注釈 9]/60
- 1987年
  - 5月1日 学生数[20]/定員
    - 看護学科 244[注釈 4]/240
    - 衛生技術学科 128[注釈 9]/120
    - 理学療法学科 71[注 11]/60
    - 作業療法学科 74[注 12]/60
- 1992年
  - 5月1日 学生数[注 13]/定員
    - 看護学科 240[注釈 10]/240
    - 衛生技術学科 123[注釈 6]/120
    - 理学療法学科 67[注釈 11]/60
    - 作業療法学科 68[注釈 5]/60
- 1999年
  - 5月1日 学生数[23]/定員
    - 看護学科 247[注釈 4]/240
    - 衛生技術学科 127[注釈 10]/120
    - 理学療法学科 61[注釈 11]/60
    - 作業療法学科 67[注 14]/60
- 2002年
  - 4月1日 この年度で短期大学としての学生募集を最終とする[注釈 2]。
- 2007年
  - 3月31日 左記をもって正式に廃止となる[注釈 3]。

## 基礎データ

### 所在地
- 長野県松本市旭3-1-1[注釈 1]

### 象徴
- 信州大学医療技術短期大学部のカレッジマークは右記資料に記載あり[注 15]。

## 教育および研究

### 組織

#### 学科
- 看護学科 入学定員80名[注釈 12]
- 衛生技術学科 入学定員40名[注釈 12]
- 理学療法学科 入学定員20名[注釈 12]
- 作業療法学科 入学定員20名[注釈 12]

#### 専攻科
- 助産学特別専攻 入学定員20名[27]

#### 別科
- なし

#### 取得資格について
受験資格
- 看護師：看護学科
- 臨床検査技師：衛生技術学科
- 理学療法士：理学療法学科
- 作業療法士：作業療法学科
- 助産師：専攻科助産学特別専攻

### 研究
- 『信州大学医療技術短期大学部紀要』[28]
- 『州大学医療技術短期大学部作業療法学科学生研究論文集』[29]

## 大学関係者と組織

### 大学関係者一覧

#### 大学関係者
歴代学長
- 加藤静一（第6代信州大学学長）
- 北條舒正（第7代信州大学学長）
- 赤羽太郎（第8代信州大学学長）
- 宮地良彦（第9代信州大学学長）
- 小川秋實（第10代信州大学学長）

#### 出身者
- 横山剛：1992年、作業療法学科卒業。現在、愛知医療学院短期大学作業療法学専攻准教授。
- 鈴木和香子：1992年卒業。静岡県立大学看護学部准教授

## 施設

### キャンパス
- 設備：信州大学松本キャンパス内に短大独自の校舎が設置されていた。

### 寮
- 特に設置されず。

## 対外関係

### 系列校
- 信州大学

## 卒業後の進路について

### 就職について
- 全学科とも概ね全員が、専門職として信州大学医学部附属病院をはじめ医療機関への就職者が多いものとなっていた。

### 編入学・進学実績
- 看護学科卒業生は、本短大専攻科をはじめ保健師・助産師・養護教諭養成課程や看護系大学への進学者がいたものとみられる。

## 関連サイト
- 信州大学医学部保健学科概要